# Huis Adrichem

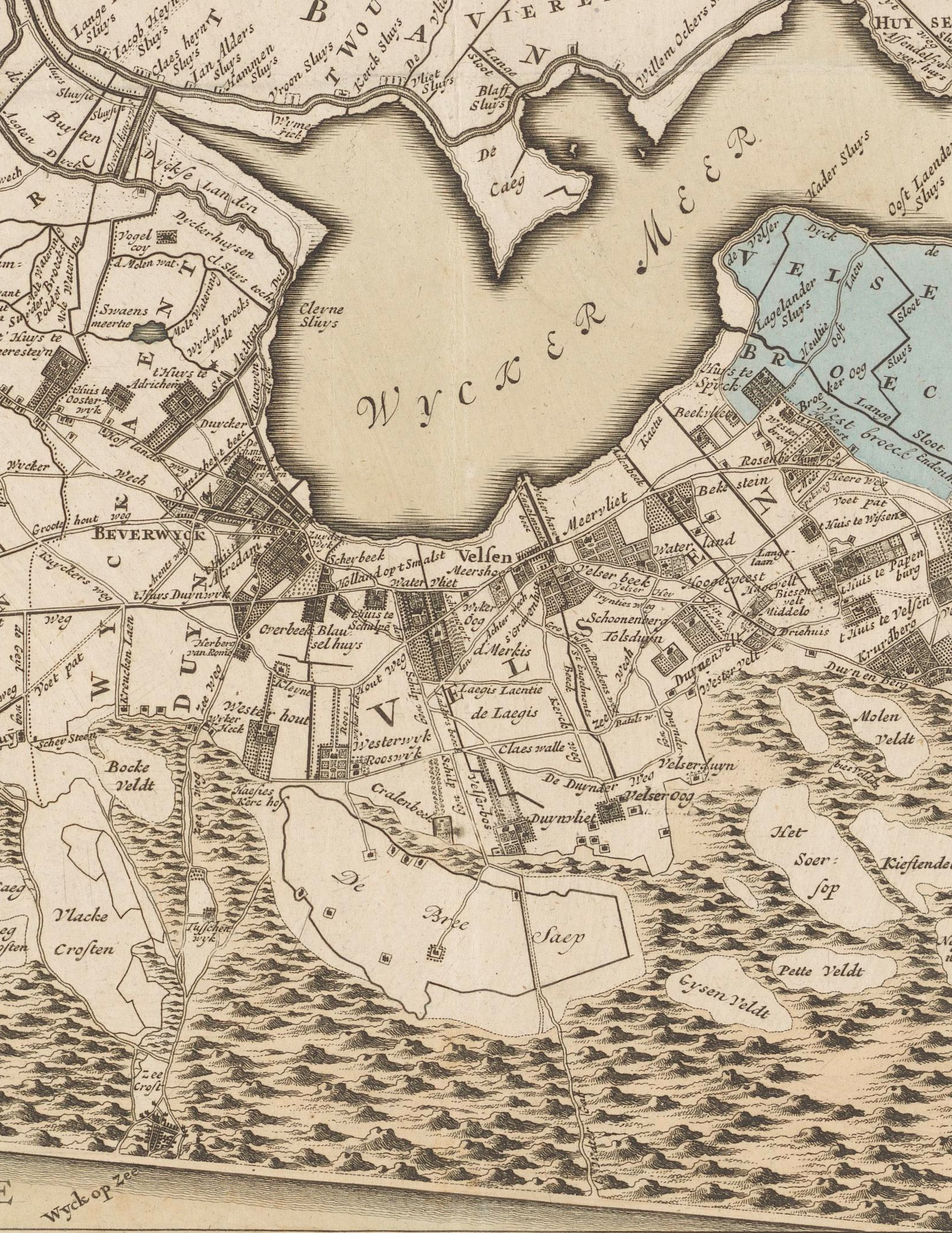
Kaart van Beverwijk uit 1720 met de locatie van het kasteel (t'Huys te Adrichem)

Het Huis Adrichem was een kasteel in de Nederlandse plaats Beverwijk, provincie Noord-Holland. Van het kasteel zijn geen zichtbare restanten overgebleven, maar de voormalige kasteelplaats is nog wel herkenbaar.
Het kasteel verkreeg zijn naam dankzij de familie Van Adrichem die het slot van de 14e tot de 16e eeuw in bezit had. 

## Geschiedenis
Uit onderzoek is gebleken dat het eerste kasteel op deze plek waarschijnlijk rond 1250 is gebouwd en een ronde of ovalen vorm had. Albert van Velsen, de vader van ridder Gerard van Velsen, zou dan de bouwheer zijn geweest. Na de moord op graaf Floris V in 1296 is het kasteel mogelijk verwoest, waarna het is de 14e eeuw werd herbouwd.

### Van Valkenburg
In de eerste helft van de 14e eeuw was het kasteel in eigen bezit van Dirk van Valkenburg, een bastaard uit de familie Van Brederode. Dirk en zijn vrouw Aghatha kregen een zoon Willem Dircsz. van Valkenburg, die het goed en kasteel van zijn ouders erfde. Het geheel werd omschreven als een huis met hofstede en land, gelegen in de heerlijkheid Beverwijk. Deze heerlijkheid was in eigendom bij graaf Jan van Bloys en Willem hield zijn bezittingen - met het kasteel - van hem in erfpacht. Vanwege Willems verdiensten zette de graaf de erfpacht om in een onversterfelijk leen, waarbij de graaf dus leenheer werd en Willem leenman. Dit gaf Willem de mogelijkheid om het kasteel van de hand te doen en hij verkocht het aan zijn familielid Floris van Adrichem.

### Van Adrichem
Floris van Adrichem was baljuw en rentmeester van graaf Jan van Bloys. Voor de graaf was het kasteel van Floris een geschikt logeeradres als hij zijn bezittingen in deze streek bezocht. Uit bewaard gebleven documenten blijkt dat dit inderdaad ook gebeurde: zo was de graaf in 1376 en in 1381 te gast op het kasteel van Floris. Toen Jan van Bloys in 1381 kinderloos overleed, viel zijn bezit - en dus ook Floris' kasteel in Beverwijk - terug aan het graafschap Holland.
Floris zal rond 1397 zijn overleden, waarna zijn gelijknamige zoon Floris met het kasteel Adrichem werd beleend. Deze Floris was gehuwd met Lijsbeth, een dochter van Sijmon van Zaenden. Hij werd met het kasteel beleend door Albrecht van Beieren, de graaf van Holland. Op voordracht van Sijmon van Zaenden werd het kasteel van Floris in 1399 door Albrecht uit de leenband ontslagen, zodat Floris nu volledig eigenaar werd van het slot.

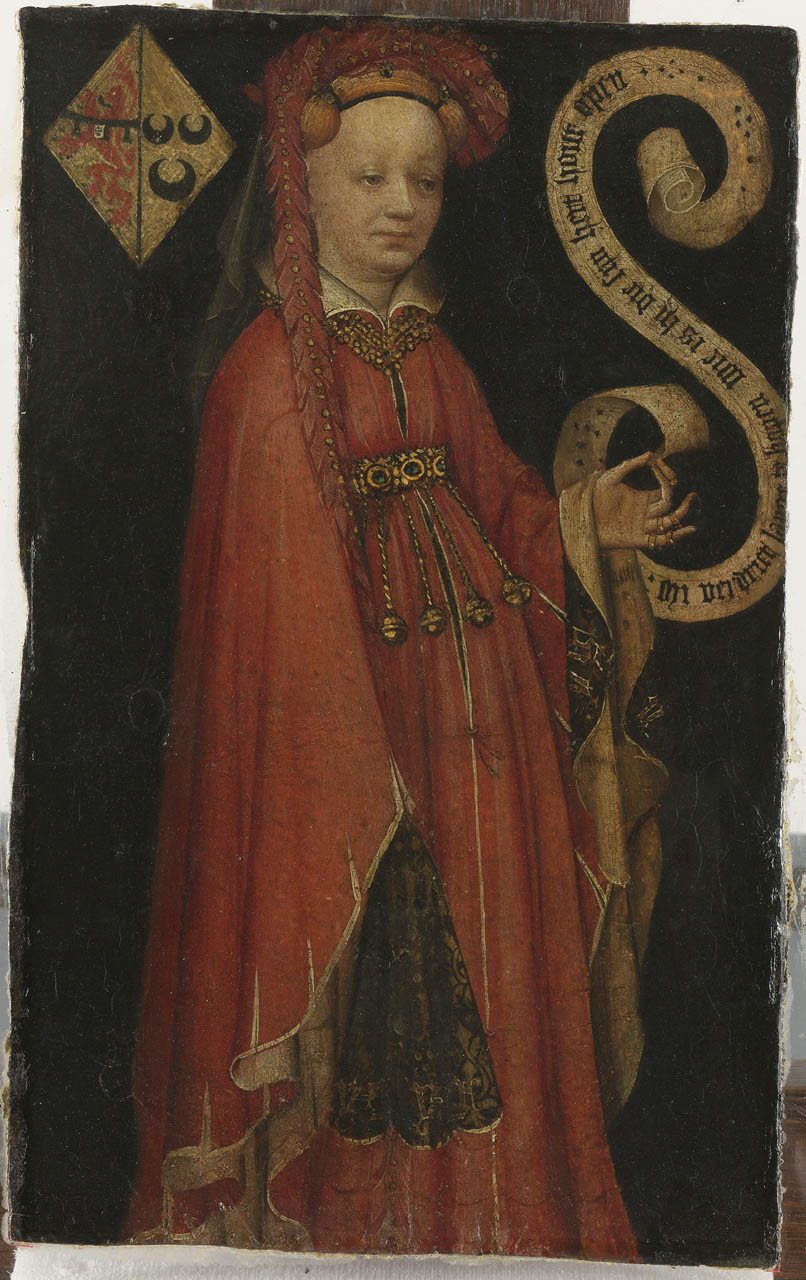
Lijsbeth van Duvenvoorde, echtgenote van Sijmon van Adrichem

Floris kwam in de problemen toen hij iemand doodsloeg en moest vluchten, maar kreeg in 1402 vergiffenis. Hij werd in 1404 zelfs nog beleend met de heerlijkheid Akendam, Hofland en Liede. Floris zal in 1429 zijn overleden. Nadat ook zijn vrouw Lijsbeth was overleden, werd hun zoon Sijmon van Adrichem met de heerlijkheid Akendam, Hofland en Liede beleend. Hij zal ook kasteel Adrichem hebben geërfd, maar dat is niet in een akte terug te vinden: het kasteel was immers sinds 1399 een eigen, allodiaal goed en dergelijke bezittingen komen niet voor in de leenaktes. Sijmon trouwde met Lijsbeth van Duvenvoorde (†1472). Hij kom in 1487/1488 voor het laatst in een beleningsakte voor, dus hij zal kort daarna zijn overleden.
De bezittingen van Sijmon gingen over naar zijn oudste zoon Floris. Net als zijn voorouders was Floris ook baljuw. Hij trouwde met Machteld van Poelenburg. Het huwelijk bleef kinderloos en toen Floris in 1500 overleed ging het kasteel naar zijn jongere broer Arend van Adrichem. Deze Arend was in 1490, na de dood van hun vader Sijmon, reeds beleend met de heerlijkheid Akendam, Hofland en Liede. Arend overleed al in 1504, waarna zijn vrouw Agatha Suijs op het kasteel bleef wonen tot aan haar overlijden in 1538. Arend en Agatha hadden meerdere kinderen gekregen en hun oudste zoon Simon erfde in eerste instantie zijn vaders bezittingen, maar overleed al in 1507 waardoor zijn nog minderjarige broertje Pieter officieel de nieuwe leenman werd. In 1517 werd Pieter meerderjarig en kon hij zelfstandig de leeneed afleggen. Hij trouwde met Adriana Ramp maar kreeg geen kinderen, zodat Pieters zuster Willemijne nu de bezittingen erfde.

### Van Burgh
Willemijne van Adrichem was getrouwd met Lieven van Burgh en kreeg met hem een zoon Anthonis. Lieven van Burgh herbouwde het kasteel Adrichem op de oude fundamenten.
Na het overlijden van Willemijn en Lieven in 1556 werd hun zoon Anthonis van Burgh de nieuwe leenman van de heerlijkheid en de eigenaar van kasteel Adrichem. Hij liet in 1566 het kasteel van een muur voorzien. Het kasteel raakte door oorlogshandelingen beschadigd en Anthonis begon met het herstelwerk. Na zijn dood gingen de bezittingen over naar zijn zoon Cornelis Anthonisz. van Burgh, die in 1618 op het kasteel zou komen te overlijden. Diens kinderen Anthonis Cornelisz., Maria en Cornelia bewoonden nu het kasteel Adrichem. Anthonis kwam in opspraak toen hij trouwde met Aechte van Hillegom, de meid van een van zijn zusters.
Anthonis Cornelisz. en Aechte kregen een zoon François die het kasteel zou erven maar het grootste deel van de tijd in Utrecht woonde. François had een opvliegend karakter en dat zou uiteindelijk ook zijn dood worden: hij viel in 1653 de advocaat van de tegenpartij aan en werd doodgestoken. Kasteel Adrichem ging nu over naar zijn zoon Cornelis.

### Verkoop
Toen Cornelis van Burgh overleed verkocht zijn weduwe Cecilia het kasteel Adrichem in 1676 aan Hendrik Scholten.
Adrichem werd in 1722 door de erfgenamen van Scholten verkocht aan mr. Jacob Trip, die het kasteel liet verbouwen. Hij overleed in 1729 en liet Adrichem na aan zijn echtgenote Agatha Maria Pancras. Zij hertrouwde en wist in 1736 het kasteel te verkopen aan Jonas Witsen. Na Jonas' dood verkocht zijn weduwe het kasteel in 1770 aan George Clifford.

### Afbraak

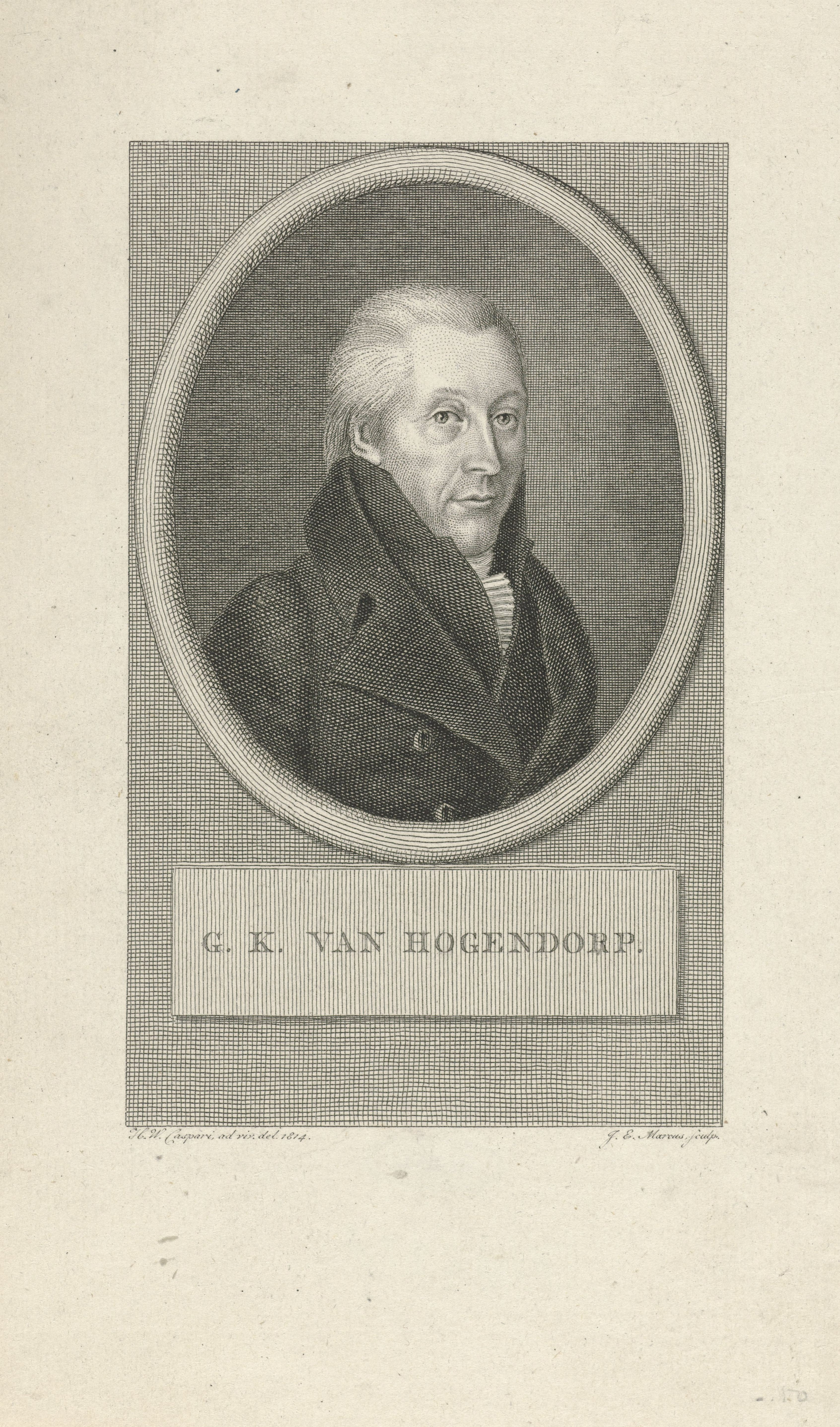
Gijsbert Karel van Hogendorp

Hester Clifford, dochter van George, trouwde in 1789 met mr. Gijsbert Karel van Hogendorp, die dankzij dit huwelijk in bezit kwam van Adrichem. Gijsbert had sympathie voor de prins van Oranje en wilde contact opnemen met de Engelse bevelhebber toen in 1799 Engelse en Russische troepen Bergen bereikten. Hij moest echter met zijn gezin vluchten.
Een poging om Adrichem in 1805 te verkopen lukte niet en Gijsbert bleef er tot 1808 in wonen. In dat jaar verkocht hij delen van het landgoed en in 1809 vertrok hij naar Den Haag. Bij zijn vertrek gaf hij opdracht tot de sloop van het kasteel, hetgeen in de jaren 1809-1812 werd uitgevoerd. De lege kasteelgrond en een deel van de landerijen bleven nog in zijn bezit, inclusief een huismanswoning met stalling. Uiteindelijk verkocht hij na 1825 ook deze bezittingen. Gijsbert Karel van Hogendorp overleed in Den Haag in 1834.
Het kasteelterrein is anno 2024 nog herkenbaar als een schiereilandje in een vijver. Rondom het terrein ligt Sportpark Adrichem.

### Archeologische vondsten
In 1955 werd bij werkzaamheden in de gracht aardewerk gevonden dat door archeoloog Jaap Renaud werd gedateerd op de periode 1400-1650. In 1967 was de waterstand van de vijver dermate laag dat er funderingen van kloostermoppen tevoorschijn kwamen, die vervolgens door de Kennemer Oudheidkamer werden onderzocht. Renaud liet het onderzoek met bijbehorend graafwerk stopzetten; mogelijk wilde hij de fundamenten in situ behouden of had hij het plan om later zelf een opgraving te organiseren.

## Beschrijving
In 1967 zijn bakstenen en aardewerk aangetroffen die een oorspronkelijke bouw rond 1250 aannemelijk maken. Dit kasteel zal een ronde of ovalen vorm hebben gehad. Aan de voorzijde was deze vorm ook bij zijn 14e-eeuwse opvolger nog zichtbaar als ronde muur die de binnenplaats omsloot.
Midden 16e eeuw is het kasteel herbouwd op de fundamenten van het 14e-eeuwse slot. Op tekeningen is een kasteel te zien met een U-vorm en een ronde muur rondom het voorplein. De muur is later verlaagd en de trapgevels zijn in de 18e eeuw vervangen.
Toen Gijsbert Karel van Hogendorp in 1805 het kasteel wilde veilen, liet hij een beschrijving van het slot opstellen. Het kasteel was omgeven door een ronde vijverachtige gracht en had een voorplein. De vestibule was omgeven door Ionische pilasters en was voorzien van een marmeren vloer en een stucwerkplafond. Er waren diverse luxe ingerichte kamers, een eetzaal, een bibliotheek en een keuken. Onder het kasteel lagen de provisiekelders. Voor het personeel waren aparte kamers aanwezig en de logeerkamers waren op de bovenverdiepingen aangebracht. De diverse ruimtes voor de eigenaar waren rijkelijk versierd met marmer, spiegels, beelden en beschilderingen.

## Afbeeldingen

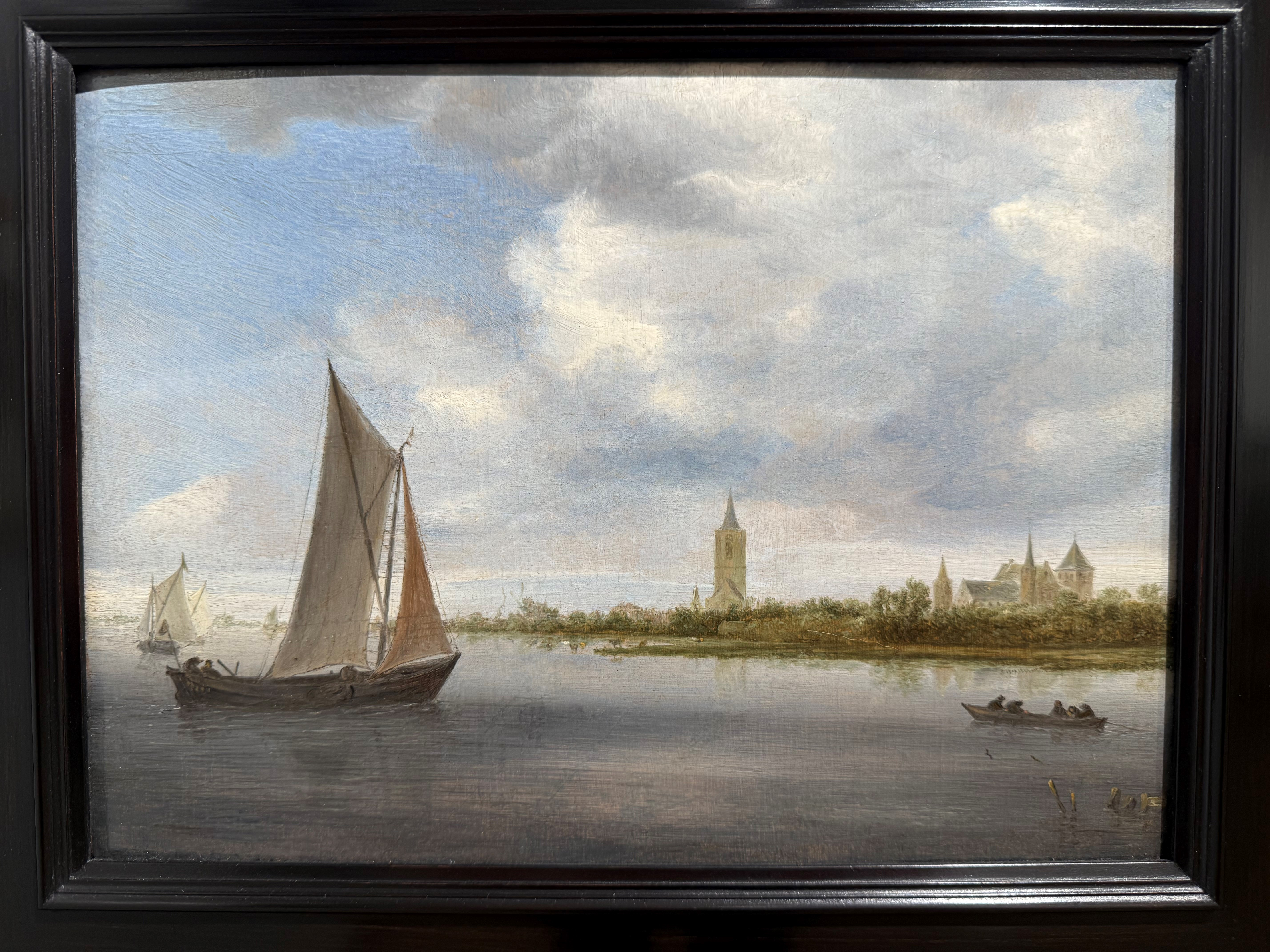
Zicht op Beverwijk en kasteel Adrichem in de 17e eeuw, door Salomon van Ruysdael
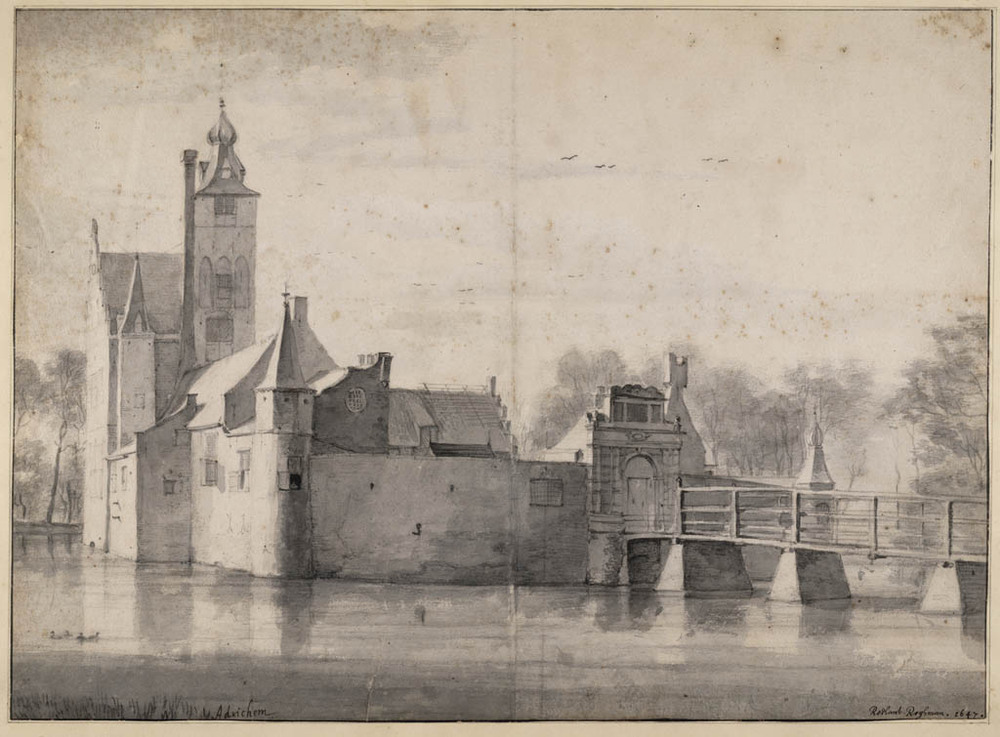
De voorzijde van Adrichem in 1647, door Roelant Roghman
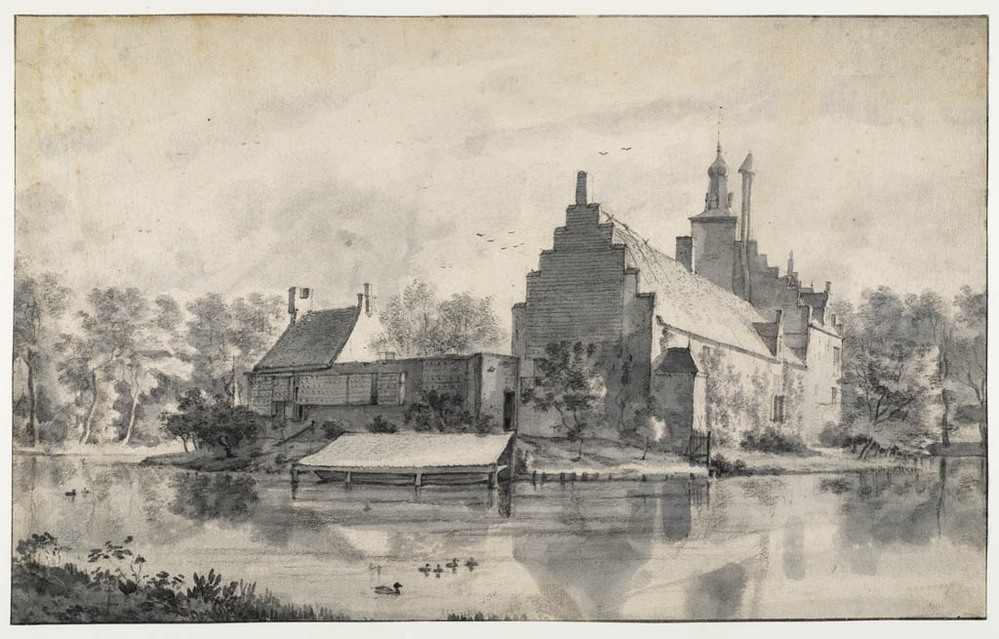
De achterzijde van Adrichem in 1647, door Roelant Roghman
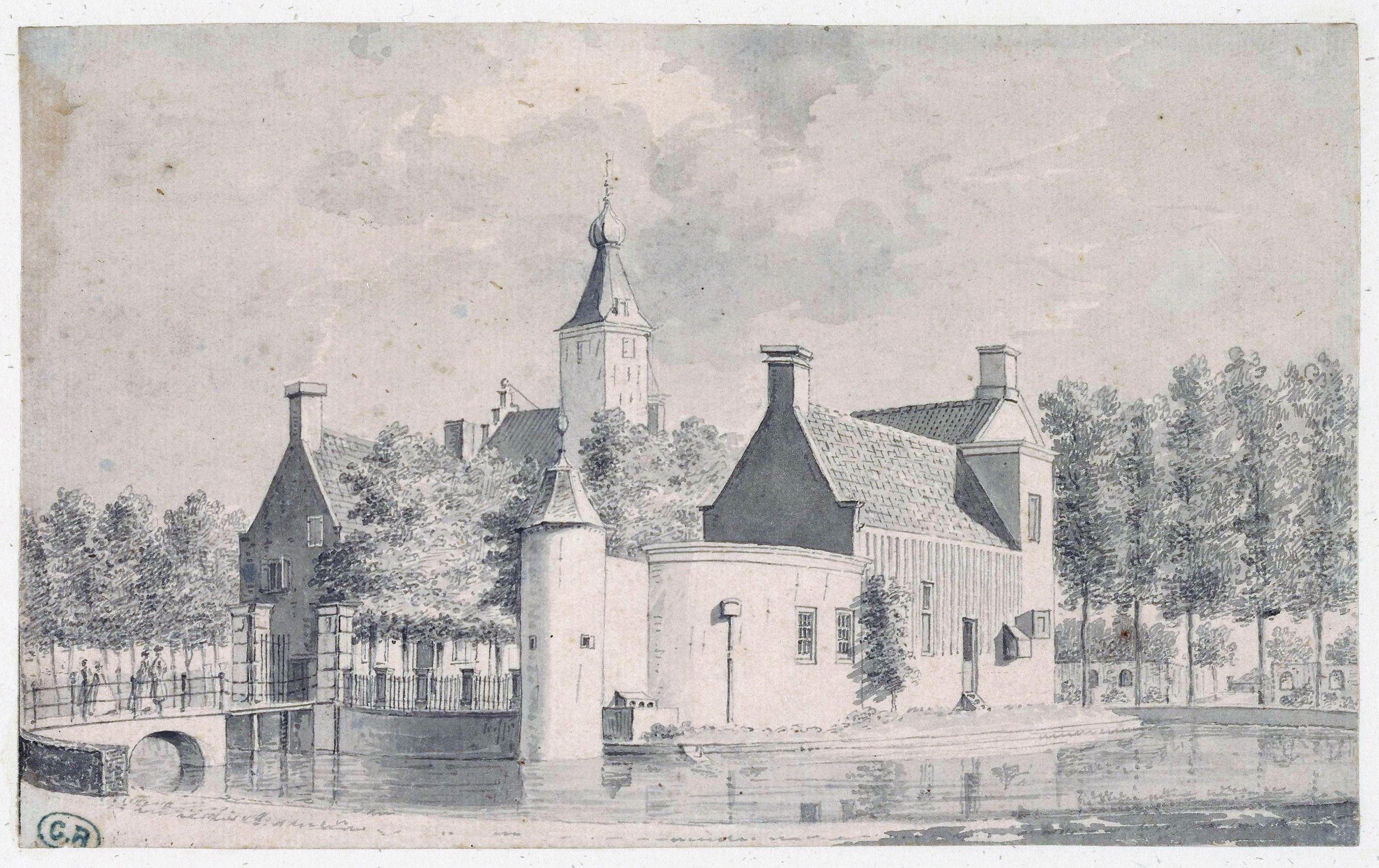
Adrichem in 1750, door Abraham de Haan
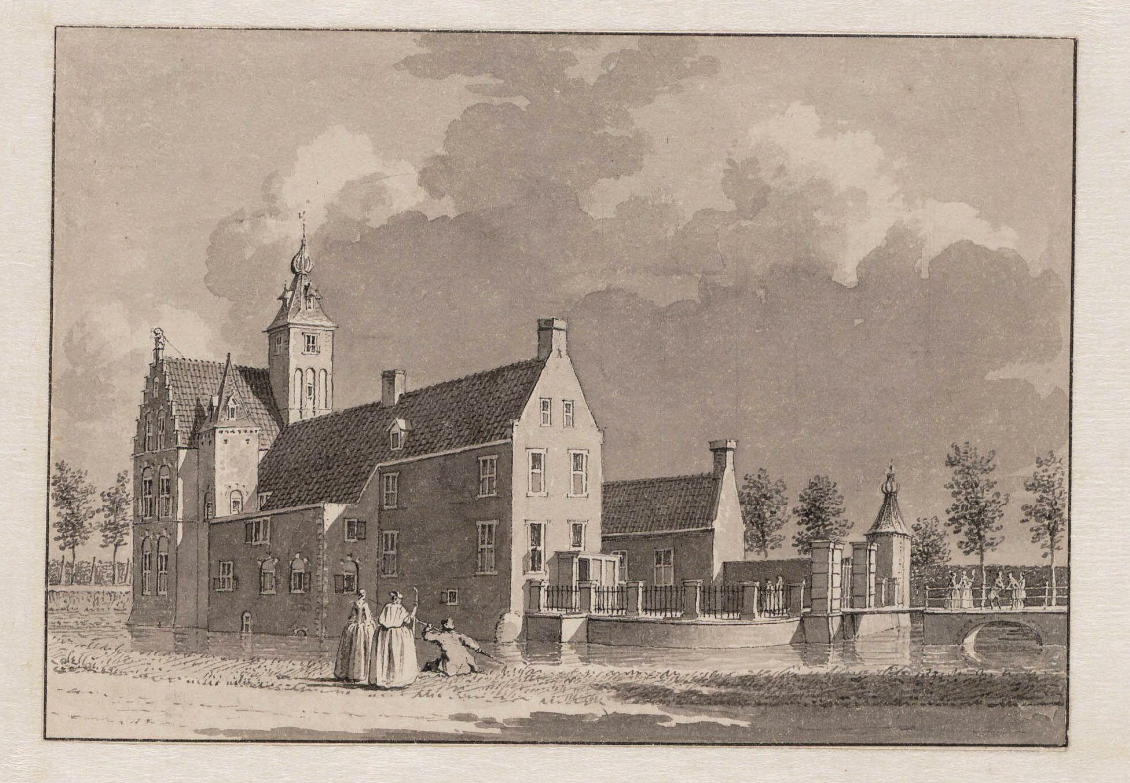
Adrichem in 1753, door Cornelis Pronk

Adrichem · Aelbrechtsberg · Akersloot · Amstel · Amsterdam · Assendelft · Assumburg · Banjaert · Beeckestijn · Berkenrode · Boekel · Bollenhofstede · Ten Bosch · Brederode · Caprera · Ter Coulster · Cranenbroek · Dampegeest · Eenigenburch · Egmond · Heemstede · Hilversum · Ilpenstein · Jan Aernts woninge van Bennebroek · Keggenrode · Ter Kleef · Kostverloren · Kronenburg · Marquette · Merestein · Middelburg · Muiderslot · Nederhorst · Nieuwburg · Nuwendoorn · Oud Haerlem · De Park · Poelenburg · Purmersteijn · Radboud · Huis te Ramp · Reewijk/Rietwijk · Rolland · Ruysdael · Schagen · Huis te Schoten · Sparenwoude · Te Spijk · Swanenburch · Sypesteyn · Tetrode · Teylingerbosch · Torenburg · Velsen · De Vlotter · Vogelenzang · Ter Wijc · Wijdenes · Ypestein · Te Zaanen